# Железнодорожный музей (Варшава)

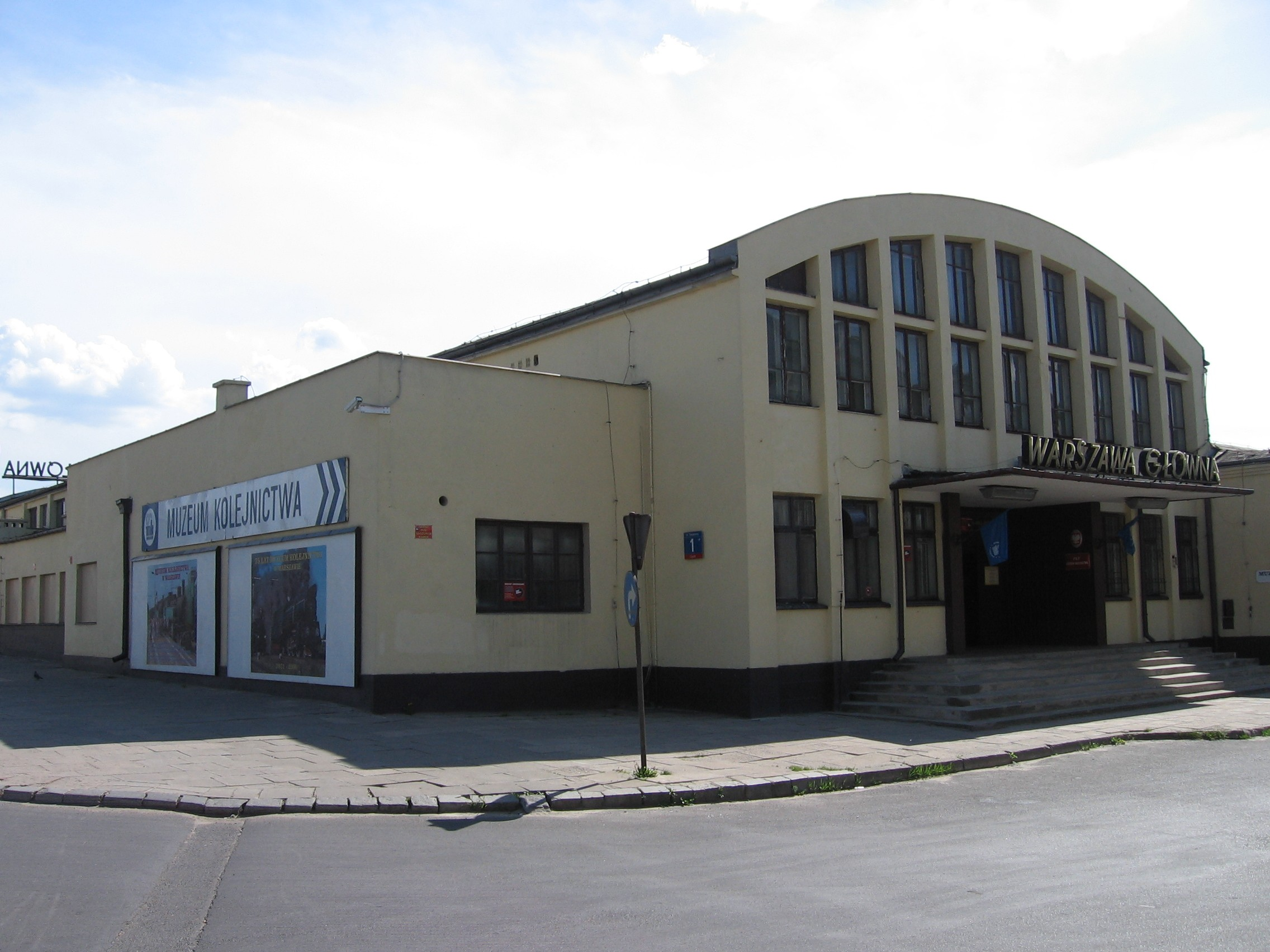
Павильон железнодорожного музея, бывшее здание станции Варшава Главная Пассажирская

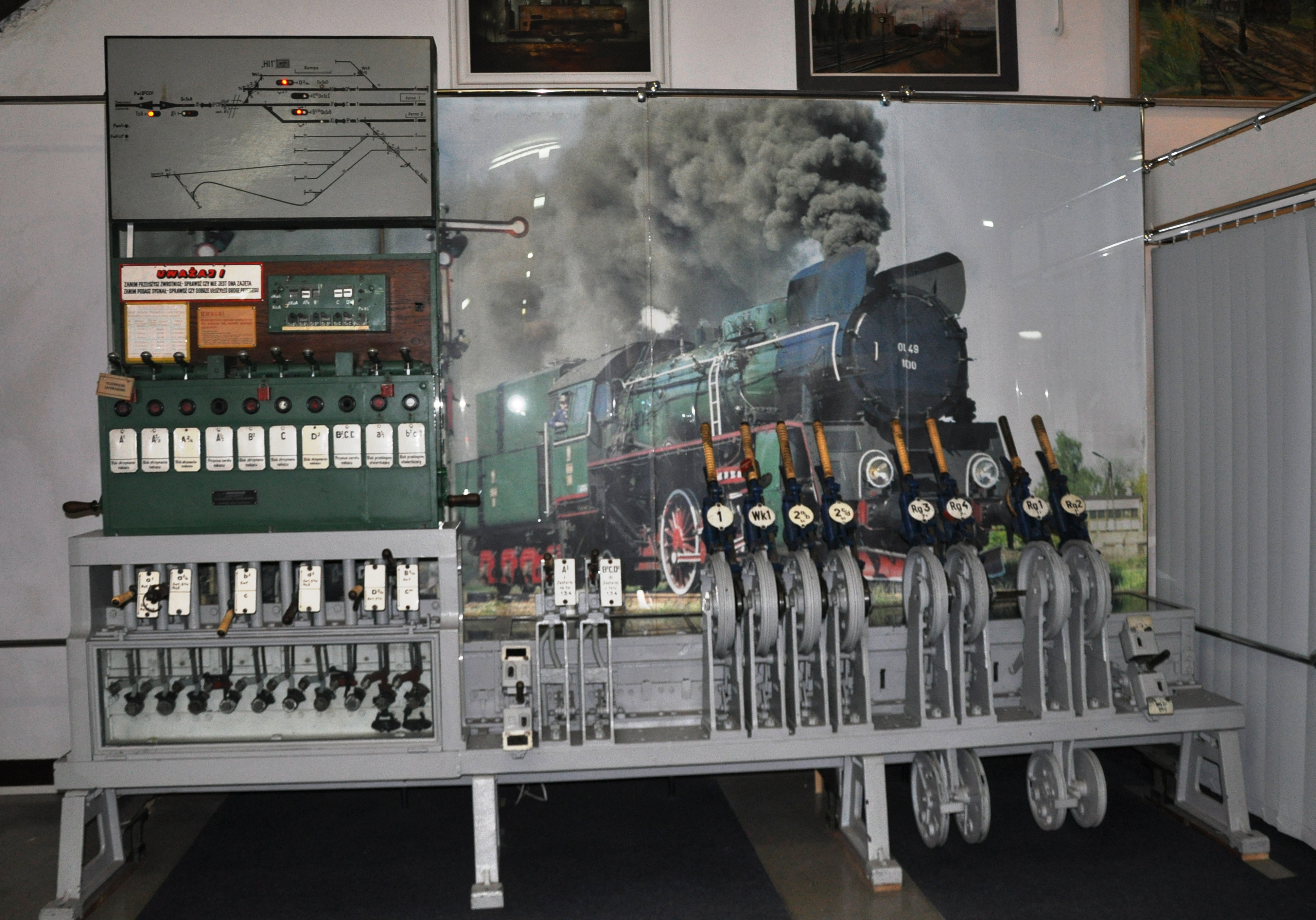
Информационный стенд

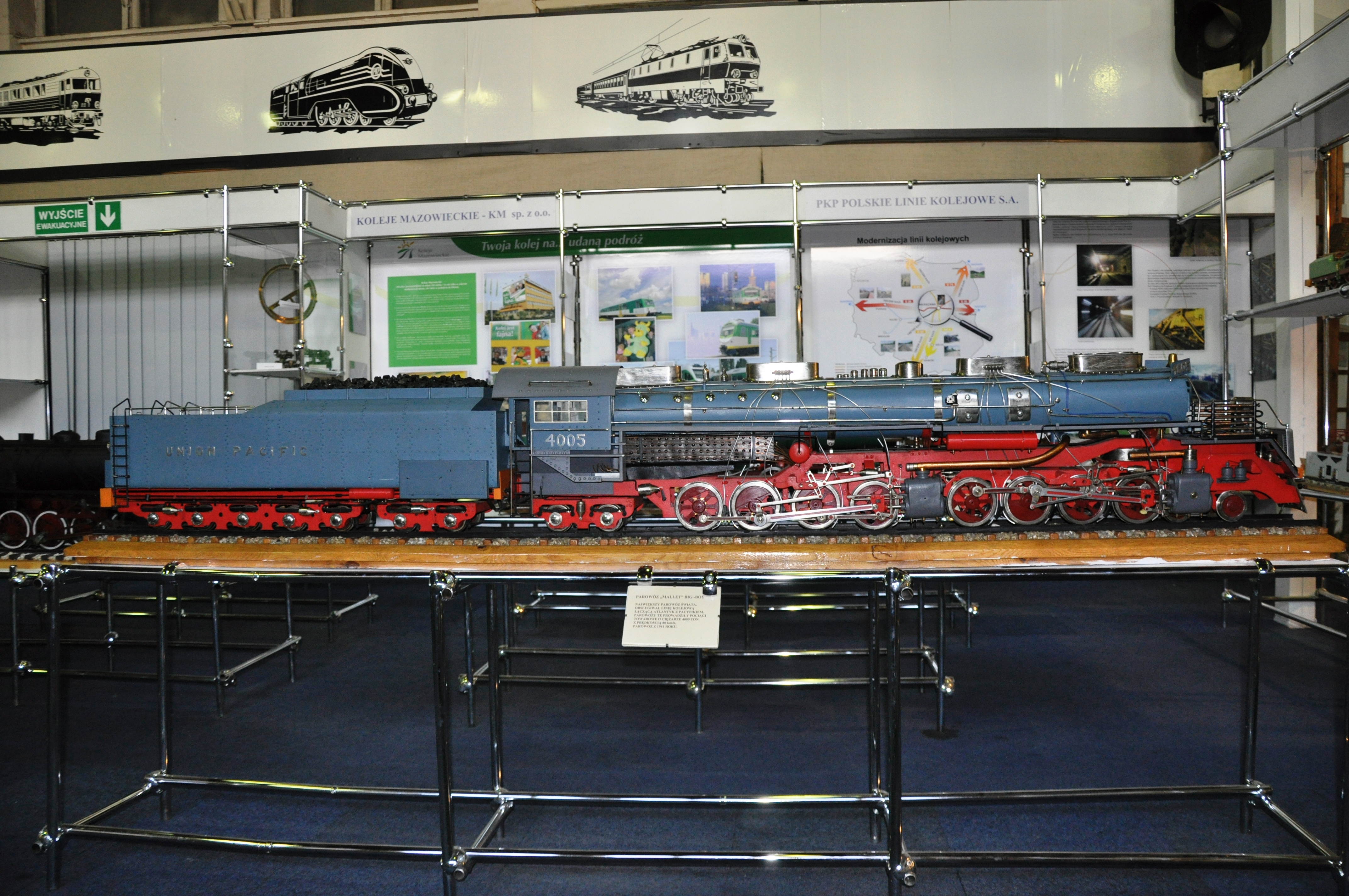
Одна из моделей

Железнодорожный музей (пол.  Muzeum Kolejnictwa w Warszawie) — железнодорожный музей, находящийся в городе Варшава, Польша. Зарегистрирован в Государственном реестре музеев. Располагается в бывшем вокзале железнодорожной станции Варшава-Главная-Пассажирская поблизости от станции Варшава-Охота. Музей демонстрирует постоянные (исторические) и временные выставки, собрание моделей железнодорожного транспорта в выставочном зале и отдельные экспонаты аутентичного железнодорожного транспорта на железнодорожных путях. В городе Сохачев действует филиал варшавского Железнодорожного музея под названием «Музей узкоколейной железной дороги».

## История
Первые инициативы по созданию музея железнодорожного транспорта среди работников железнодорожного транспорта возникли вскоре после обретения независимости Польши в 1918 году. Значительную роль в организации Железнодорожного музея имела Восточная ярмарка, состоявшаяся во Львове в 1927 году. На этой ярмарке был отдельный Павильон коммуникации, ставший основой будущего музея.
18 февраля 1928 года министр сообщений Павел Ромоцкий торжественно открыл Железнодорожный музей во временных помещениях, расположенных в западном крыле станции Главный вокзал-Венский. 21 мая 1928 года министр сообщений Альфонс Куэн утвердил Устав Железнодорожного музея. В 1931 году Железнодорожный музей был перемещён в здание на улице Новы-Зъязд, 1, где ему было предоставлено 20 помещений общей площадью 900 квадратных метров. На этих площадях демонстрировались различные документы, связанные с историей польской железной дороги. 15 декабря 1938 году Железнодорожный музей был преобразован в Музей коммуникаций. С этого года в нём кроме железнодорожного транспорта демонстрировались экспонаты, связанные с историей автомобильного и водного транспорта. В 1939 году собрание Музея коммуникаций составляло более 4 тысяч единиц хранения, в том числе около 400 моделей, 250 таблиц, 550 фотографий и 8000 книг. Коллекция музея включала в себя несколько списанных вагонов и локомотивов, которые хранились в помещения вокзала Главный вокзал-Венский. Городские власти планировали предоставить Музею коммуникаций для строительства отдельного здания земельный участок, на территории которого сегодня располагается современный Национальный стадион.
Во время Второй мировой войны музей прекратил своё существование и его коллекция была разграблена либо уничтожена. После Второй мировой войны предпринимались отдельные попытки собрать заново материалы. Небольшое собрание экспонатов хранилось в городе Радом. На рубеже 1956 и 1957 года деятельность музей прекратил своё существование.
В 1972 году министр сообщений издал указ, предписывающий организовать Железнодорожный музей в помещениях станции Варшава Главная Пассажирская. C этого времени музей стал собирать материалы, связанные с историей и деятельностью польской железной дороги. 1 января 1995 года музей получил самостоятельность с прямым подчинением Министерству транспорта. 1 января 1999 года Железнодорожный музей перешёл в собственность Мазовецкого воеводства.
В настоящее время музей владеет двумя помещениями общей площадью около 800 квадратных метров, на которых демонстрируются различные материалы, связанные с историей польской железной догори, начиная с 1845 года. На постоянных выставках выставлены фотографии, текстовые материалы, железнодорожные указатели довоенного времени, железнодорожные светильники и часы, железнодорожные будки и другие материалы. Кроме этого выставлены многочисленные модели железнодорожного транспорта и на открытом воздухе — аутентичные вагоны и локомотивы. Музей организует временные выставки, связанные о особыми событиями истории польской железной дороги.

## Экспонаты музея на открытом воздухе
| Модель          | Номер оси  | Производитель                                                           | Год выпуска | Фотографии |
| --------------- | ---------- | ----------------------------------------------------------------------- | ----------- | ---------- |
| EP02            | Bo’Bo'     | Pafawag                                                                 | 1953—1957   |            |
| ET21            | Co’Co'     | Pafawag                                                                 | 1957—1971   |            |
| EU20            | Co’Co'     | LEW                                                                     | 1955—1957   |            |
| ТГМЗ            | B’B'       | Флаг СССР                                                               | 1963—1966   |            |
| SM25            | C          | Флаг Польши                                                             | 1961—1963   |            |
| SM41            | Bo’Bo'     | Ganz-MÁVAG                                                              | 1961—1969   |            |
| ST44            | Co’Co'     | Луганск                                                                 | 1965—1988   |            |
| SD80            | (1A)'(A1)' | OM                                                                      | 1949        |            |
| Oi1             | 1’C        | Флаг Германии                                                           | 1902—1916   |            |
| Паровоз Tk      | 1A1        | Friedrich Krupp AG                                                      | 1931—1933   |            |
| OKi1            | -          | -                                                                       | -           |            |
| OKl27           | 1’C’1      | H. Cegielski — Poznań                                                   | 1928—1933   |            |
| OKo1            | 2’C2'      | Vulcan-Werke Hamburg und Stettin AG                                     | 1916—1924   |            |
| Ol49            | 1’C1'      | Флаг Польши                                                             | 1951—1954   |            |
| Os24            | 2’D'       | Флаг Польши                                                             | 1925—1927   |            |
| Pm2             | 2’C1'      | Красный флаг, в центре которого находится белый круг с чёрной свастикой | 1930—1937   |            |
| Pm3             | 2’C1'      | Красный флаг, в центре которого находится белый круг с чёрной свастикой | 1931—1941   |            |
| Pt47            | 1’D1'      | H. Cegielski — Poznań                                                   | 1947—1951   | \|         |
| Pu29            | 2’D1'      | H. Cegielski — Poznań                                                   | 1931        |            |
| TKb             | B          | Флаг Германии                                                           | 1880        |            |
| 1U              | B          | Hanomag — Hannoversche Maschinenbau AG                                  | 1912—1930   |            |
| TKc100          | 1B         | Henschel & Sohn, Kassel                                                 | 1893        |            |
| TKh             | C          | Orenstein & Koppel AG, Berlin-Drewitz                                   | 1920        |            |
| TKi3            | 1’C        | Henschel                                                                | 1901—1914   |            |
| TKl100 (TKi100) | 1’C1'      | Borsig Lokomotiv-Werke GmbH, Berlin                                     | 1934        |            |
| TKp             | D          | La Meuse, Belgia                                                        | 1942        |            |
| TKt48           | 1’D1'      | H. Cegielski — Poznań                                                   | 1950—1957   |            |
| TKz             | 1’E1'      | Borsig Lokomotiv-Werke GmbH, Berlin                                     | 1938        |            |
| Tr6             | 1’D        | Флаг Германии                                                           | 1919—1927   |            |
| Tr203           | 1’D        | Alco, Baldwin, Lima                                                     | 1942—1945   |            |
| Паровоз ТЭ      | 1’E        | Красный флаг, в центре которого находится белый круг с чёрной свастикой | 1942—1945   |            |
| Ty43            | 1’E        | Красный флаг, в центре которого находится белый круг с чёрной свастикой | 1943—1945   |            |
| Ty51            | 1’E        | H. Cegielski — Poznań                                                   | 1953—1958   |            |
| PzTrWg16        | 4’D’4'     |                                                                         |             |            |
| T49             | B (Bn2t)   | Флаг Польши                                                             | 1946—1948   |            |